# Scheuch-Schlepper

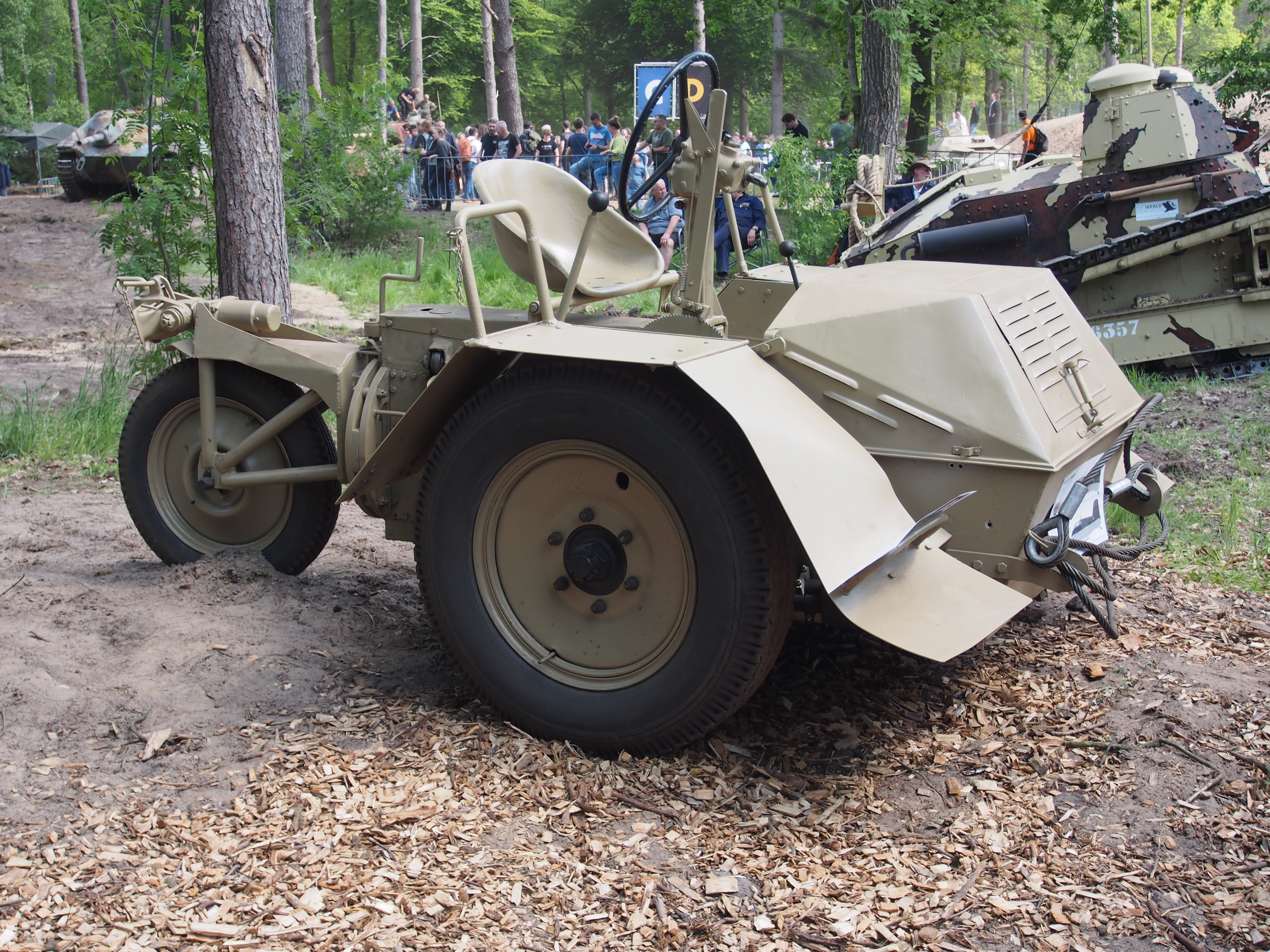
Scheuch-Schlepper im Kriegsmuseum Overloon (2019)

Scheuch-Schlepper ist die Bezeichnung für mehrere Fahrzeuge, die von dem Erfurter Ingenieur Egon Scheuch entworfen wurden. Am bekanntesten ist ein Flugzeugschlepper, der ab etwa 1943 gebaut und von der Luftwaffe genutzt wurde.

## Beschreibung
Scheuch-Schlepper wurden als Agrarfahrzeug sowie als Transportfahrzeug für die Landwirtschaft angeboten und auch als Flugzeugschlepper genutzt. Der ursprüngliche Einachsschlepper wurde von einem Einzylindermotor von DKW angetrieben. Die Fahrzeuge basieren auf frühen Geräteträgerkonzepten für Agrarfahrzeuge des Erfurter Ingenieurs Egon Scheuch. Als Hersteller der Fahrzeuge ist Bruno Müller aus Triptis/Thüringen bekannt, wobei möglicherweise auch an anderen Orten und mit anderen Motoren gefertigt wurde. Anteile zu Baulosen der Varianten sind unbekannt.

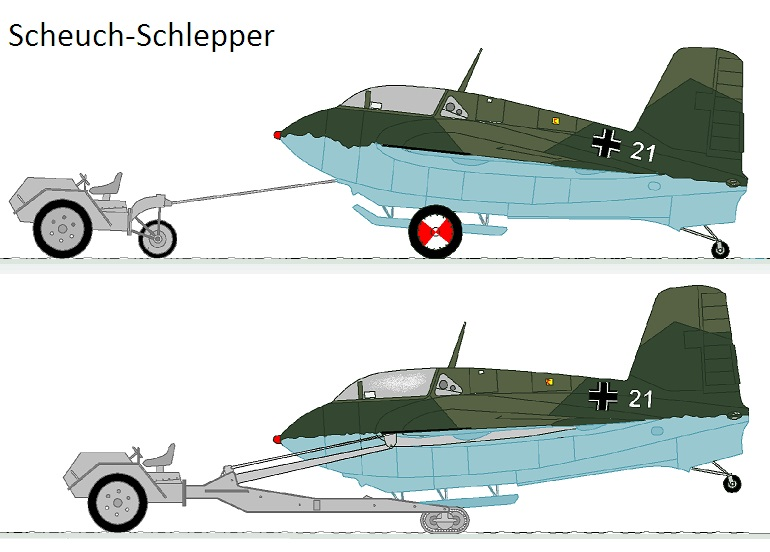
Scheuch-Schlepper mit Messerschmitt Me 163

### Flugzeugschlepper
Bei der Luftwaffe wurden Scheuch-Schlepper als Betriebsfahrzeug zum Rangieren und für Pushback (Flugzeug) genutzt. Bei den Scheuch-Flugzeugschleppern der Wehrmacht wurde ein VW-Boxer-Motor genutzt. Der Antrieb des Fahrzeuges ist mit der Vorderachse verbunden; zum Schleppbetrieb wurde der Flugzeugschlepper mit unterschiedlichen Heckachsen bzw. Anhängern gekoppelt.

### Andere Varianten

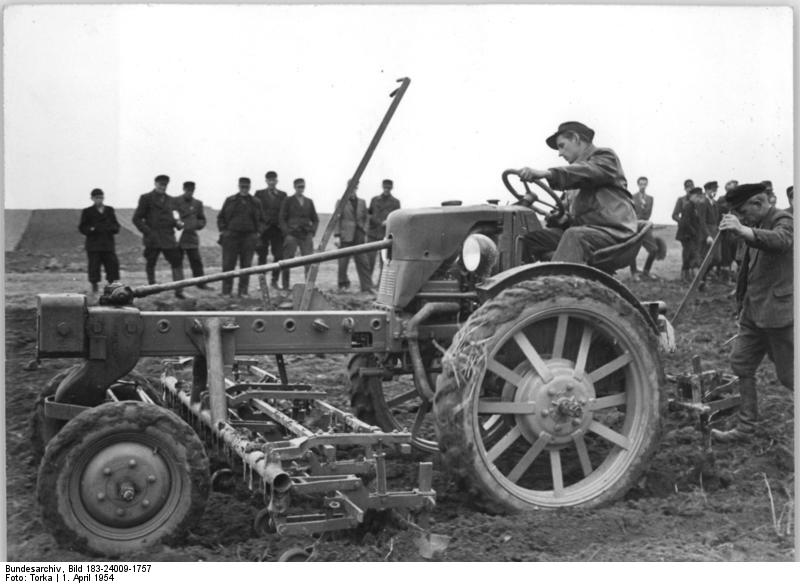
„Maulwurf“-Geräteträger RS 08/15 mit Vielfachgerät zieht die Quadrate für das Kartoffel-Nestpflanzverfahren (1954)

Von Egon Scheuch wurden auch andere Konzepte von landwirtschaftlichen Schleppern und Traktoren verfolgt. Er baute Prototypen, die als „Spinne“ und  „Maulwurf“ bekannt wurden. Der „Maulwurf“ wurde später in der DDR als RS08 für die Landwirtschaft im VEB Traktorenwerk Schönebeck produziert.

## Museale Rezeption
Der Scheuch-Schlepper als Flugzeugschlepper der Wehrmacht ist ein relativ unbekanntes Fahrzeug, da nur wenige Exemplare davon gebaut wurden. Das Kriegsmuseum Overloon stellte bei der Veranstaltung Militracs 2022 ein solches Fahrzeug einer breiteren Öffentlichkeit im Fahrbetrieb vor. Das Flying Heritage & Combat Armor Museum in Everett (Washington) hat einen Scheuch-Schlepper in Dreiradausführung in der Museumsausstellung.
Das IFA-Museum Nordhausen hat in seiner Ausstellung ebenfalls Agrarfahrzeuge von Egon Scheuch, die bisweilen als Scheuch-Schlepper angesprochen werden und besonders vorgestellt wurden.